# Cocieri
Cocieri (in russo Кочиеры?, Kočiery) è un comune della Moldavia nel distretto di Dubăsari di 4.336 abitanti al censimento del 2004.
A seguito della controllo delle forze separatiste della repubblica di Transnistria della città di Dubăsari, Cocieri è diventato il capoluogo del distretto.

## Località
Il comune è formato dall'insieme delle seguenti località (popolazione 2004):
- Cocieri (4.151 abitanti)
- Vasilievca (185 abitanti)